# Calyptotricha
Calyptotrichidae
Famille
Genre
Calyptotricha, unique représentant de la famille des Calyptotrichidae, est un genre de Ciliés de l’ordre des Pleuronematida (classe des Oligohymenophorea).

## Étymologie
Le nom de genre Calyptotricha est composé du préfixe grec ancien καλύπτω, kalúptô, « voilé ou couvert », et θρίξ, thríx, « cheveu ».

## Description
Les Calyptotricha ont une petite taille (< 80 µm). Leur forme est ovoïde allongée. Ils nagent librement, mais résident dans une lorica tubulaire. Leur ciliation somatique est holotriche (c'est-à-dire homogène), dense. Ils disposent d’un cil caudal. Leur région buccale occupe la majeure partie de la surface ventrale avec un velum (une couronne ciliée) bien visible, s'étendant autour de la région postérieure de la bouche et sur sa marge postérieure gauche, et avec un polycinétide oral 1 relativement plus long et plus étroit que le polycinétide oral 2. Leur cytostome est postéquatorial. Leur macronoyau est globulaire. Leur micronoyau n’a pas été observé. Au moins une vacuole contractile est présente. Leur cytoprocte n’a pas été observé. Ils sont bactérivores.

## Habitat
Les espèces du genre Calyptotricha vivent en eau douce et saumâtre.

## Liste des espèces
Selon GBIF (30 mars 2024) :
- Calyptotricha chesapeakensis
- Calyptotricha chlorelligera (Lepsi, 1957) Foissner, 1987
- Calyptotricha lanuginosa (Penard, 1922) Wilbert & Foissner, 1980
- Calyptotricha pleuronemoides Phillips, 1882 - espèce type

## Systématique
Le genre Calyptotricha a été créé en 1882 par Frederick W. Phillips (d),.
La famille des Calyptotrichidae a, quant à elle, été créée en 1985 par Eugene B. Small (d) et Denis Heward Lynn (d).

## Publication originale
- (en) Frederick W. Phillips, « On a new Ciliate Infusorian allied to Pleuronema », Journal of the Linnean Society of London, Zoology, Londres, Inconnu, vol. 16, no 94,‎ 1882, p. 476-478 (ISSN 0368-2935 et 2378-5314, OCLC 1680906, DOI 10.1111/J.1096-3642.1882.TB02392.X, lire en ligne).